# Thallospora aspera
Thallospora aspera är en svampart som beskrevs av Lindsay Shepherd Olive 1948. Thallospora aspera ingår i släktet Thallospora, divisionen sporsäcksvampar och riket svampar.   Inga underarter finns listade i Catalogue of Life.